# Salvenbahn I
De Salvenbahn I is een achtpersoons gondelbaan gebouwd door Doppelmayr in 2004 voor de Bergbahnen Hohe Salve, gelegen in de Skiwelt Wilderkaiser Brixental. De kabelbaan is de eerste van de in totaal twee kabelbanen die leiden naar de Hohe Salve op 1829 meter hoogte. De Hohe Salve is een berg van 1829 meter hoog in de Oostenrijkse provincie Tirol.

## Oude liften
- In 1949 werd de eerste lift naar de Hohe Salve gebouwd. Dit was een eenpersoons stoeltjeslift. De lift liep in één keer van Hopfgarten naar het bergstation van de nu bestaande driepersoons stoeltjeslift. De kabelbaan was 2850 meter lang. Het aantal ondersteuningen was 26. Het hoogteverschil was 900 meter, het dalstation lag op 600 meter en het bergstation op 1500 meter.

- In 1955 werd de Hohe Salve Bahn I gebouwd, die capaciteit voor 198 personen per uur had.
- In 1976 werd de tweepersoons stoeltjeslift op dezelfde plek gebouwd als de baan uit 1955. Deze had een veel hogere capaciteit dan de oude lift, 1056 personen per uur om precies te zijn. Deze kabelbaan had 242 stoeltjes. De snelheid van de kabelbaan was ook een stuk hoger dan de oude lift: 2,5 meter per seconde.

## Nieuwe lift
De nieuwe lift werd gebouwd in 2004. Deze kreeg ook een nieuwe naam: Salvenbahn I. De kabelbaan kwam op dezelfde plaats als de lift die gebouwd werd in 1976. Dat betekende dus dat de oude lift moest wijken voor de nieuwe kabelbaan. Omdat een garage noodzakelijk is voor een gondelbaan, is er vooral veel grondwerk verricht bij het bergstation. Het dalstation in Hopfgarten heeft ook een heel nieuw aanzicht gekregen. Het oude gebouw heeft moeten wijken voor een totaal nieuw, modern oogend station.

## Prestaties
De kabelbaan heeft een capaciteit van 2000 personen per uur. De kabelbaan gaat 6 m/s en doet over zijn traject van 2099 meter 5,89 minuten. De kabelbaan heeft 13 ondersteuningen nodig. De tweede sectie heeft wél stoelverwarmig, deze kabelbaan helaas niet. De cabines zijn geleverd door CWA Constructions uit Zwitserland en zijn van het type CWA Omega III.